# Rino Vanhooren
Rino Vanhooren (Bruges, 28 ottobre 1996) è un pattinatore di short track belga.

## Biografia
È figlio di Franky Vanhooren, anche lui pattinatore di short track di caratura internazionale: rappresentò il Belgio ai Giochi olimpici invernali di Albertville 1992.
Intrattiene una relazione sentimentale con la pattinatrice di short track Alexandra Danneel, sua compagna in nazionale.
Ha studiato comunicazione e marketing all'Hogeschool VIVES di Kortrijk.

### Carriera
Ha provato per la prima volta a pattinare sul ghiaccio all'età di due anni. Ha iniziato a praticare lo short track nel 2003 a Bruges.
La sua squadra di club è il Boudewijn Schaats Club Brugge.
Ha partecipato a diverse edizioni dei campionati mondiali ed europei, senza mai riuscire a vincere medaglie. 
Vanta il 5º posto nella staffetta 5000 m ai mondiali di Montréal 2022, con i connazionali Stijn Desmet, Ward Pétré, Warre Van Damme ed Enzo Proost. 
I suoi migliori piazzamenti continentali sono stati il 5º posto nella staffetta 5000 m, a Danzica 2021 e Danzica 2023, e il 6º posto a Dordrecht 2019.